# A magányos cédrus
A magányos cédrus 1996-ban bemutatott színes magyar dokumentumfilm Lakatos Iván rendezésében. Szakértő: Dr. Németh Lajos. A film a Magyar Mozgókép Alapítvány támogatásával készült.

## Ismertetés
A dokumentumfilm bemutatja Csontváry Kosztka Tivadar életét, szinte az összes rajzát, festményét, valamint a művek születésének körülményeit is.
Fotográfiákról megismerhetjük képét, arcképét, édesapja arcképét, korának idevágó eseményeit. Idézetek szerepelnek a korabeli sajtóból.
Csontváry írásainak részleteit Gálffi László, Bács Ferenc, Mécs Károly tolmácsolásában hallhatjuk.
A filmben elhangzott: Ady Endre: A bélyeges sereg című verse.